# Walpketal
Koordinaten: 51° 23′ 1,1″ N, 8° 2′ 17,3″ O
Das Walpketal, wegen eines mittelalterlichen Leprosenhauses auch Seufzertal genannt, ist ein Tal im Stadtgebiet von Arnsberg und steht in weiten Teilen unter Naturschutz. Benannt ist es nach dem gleichnamigen Bach Walpke. Dieser ist 6,8 km lang.

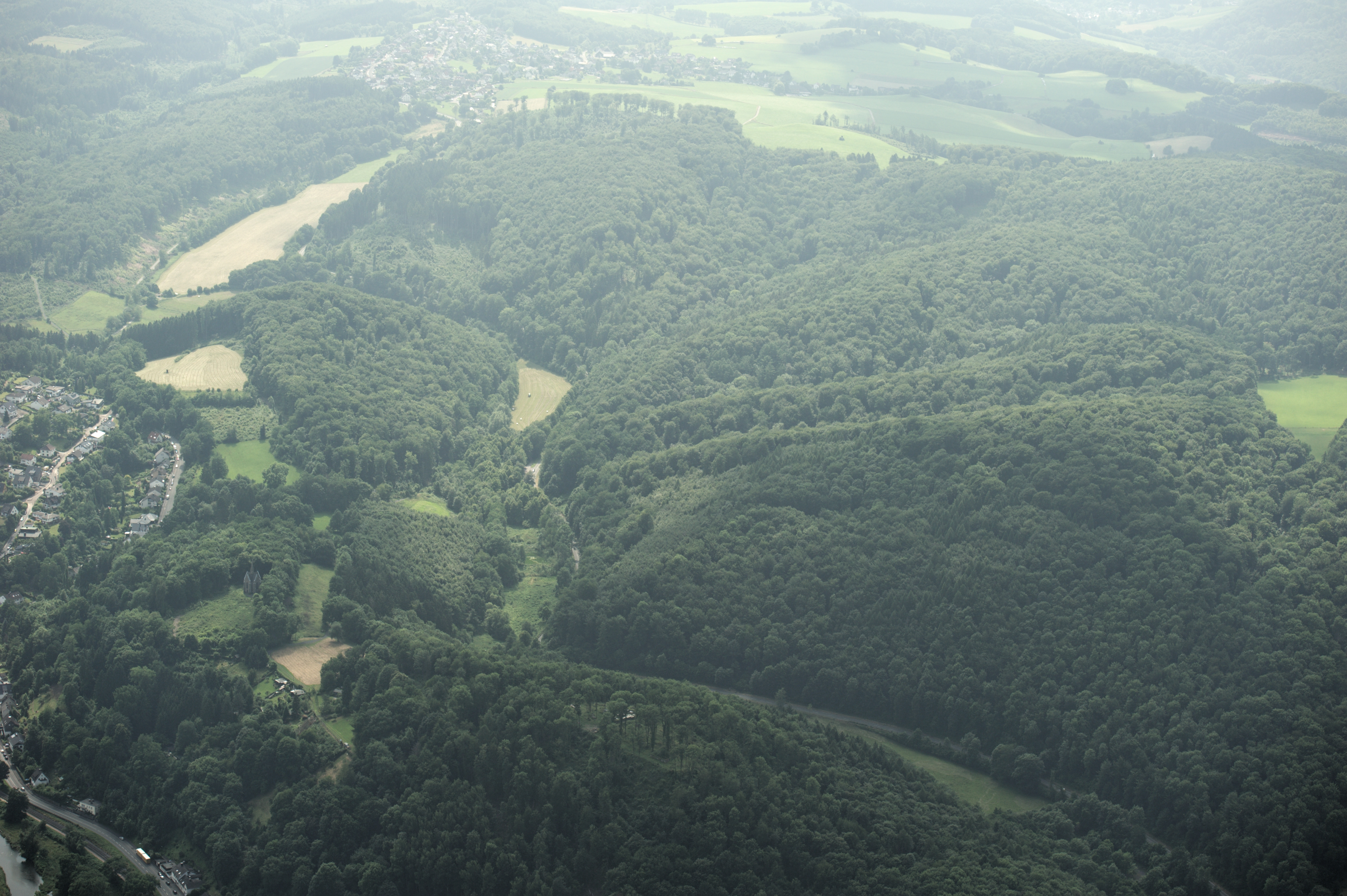
Blick von Arnsberg nach Westen mit dem Walpketal

## Geschichte
Der Name Walpke geht auf das altsächsische *Walapa zurück, einer Zusammensetzung aus dem germanischen Verb *walw- „wälzen“ und dem Hydronym -apa.
Das Walpketal war historisch von Bedeutung, weil auf einem Berg oberhalb des Zusammenflusses von Ruhr und Walpke die Rüdenburg errichtet wurde. Diese kontrollierte das Walpketal. Das Tal gehörte lange zu den Besitzungen der Herren von Rüdenberg.
Im Mittelalter und der frühen Neuzeit lag im Tal weit außerhalb der Stadtmauern das Leprosenhaus der Stadt Arnsberg. Das Haus hatte einen Hofraum, einen Garten und zwei Teiche. Das Leprosenhaus ist der Grund, weshalb das Tal zumeist Seufzertal genannt wird. Das Kloster Wedinghausen hatte im Tal Fischteiche. In der nähern Umgebung gab es alten Bergbau und damit verbundenen Eisenherstellung. An der Walpke selbst gab es noch im 16. Jahrhundert fünf Schleifhütten. Am Oberlauf der Walpke wurde noch im 17. Jahrhundert Eisen gefördert.
Im 17. Jahrhundert erwarb Hermann Dücker Besitzungen im Tal der Walpke, die ihm 1652 Kurfürst Maximilian Heinrich von Bayern abkaufte. Dieser machte daraus einen Teil seines Tiergartens. Außerdem ließ er an der Walpke eine Pulvermühle bauen.
Von einem Hof mit Ausflugslokal abgesehen ist das Tal heute unbewohnt. Durchquert wird das Tal von der Landesstraße 735. Am Ausgang des Tales befindet sich eine Schützenhalle.

## Naturschutzgebiet Seufzertal
Das Naturschutzgebiet Seufzertal hat eine Größe von 23,1 ha. Es wurde 1998 mit dem Landschaftsplan Arnsberg durch den Kreistag des Hochsauerlandkreises erstmals als Naturschutzgebiet (NSG) und einer Flächengröße von 45,20 ha ausgewiesen. Bei der Neuaufstellung des Landschaftsplanes Arnsberg durch den Kreistag 2021 wurde das NSG erneut ausgewiesen und flächenmäßig deutlich verkleinert. Eine Teilfläche oberhalb des Hofes Schmiemketal ist Bestandteil des FFH-Gebietes Waldreservat Obereimer (DE-4514 – 303).
Der Oberlauf des Baches läuft durch ein schmales Kerbsohlental mit Laubwaldbesatz. Es gibt auch einige Fichtenparzellen. Insgesamt ist der Oberlauf ein Beispiel für einen naturnahen Bach des Nordsauerländer Oberlandes und ein gutes Forellengewässer. Im Mittellauf bildet der Bach ein relativ breites Sohlental aus, in dem das Gewässer mäandert. Lockere Fichtenbestände gehen am Bachrand in Erlen- und Eschenbestände über. Weiter nach Osten dominiert Grünland. Im unteren Bereich gibt es Viehweiden, teilweise auch braches Nassgrünland. Es gibt auch Ufergehölze und Gebüsche sowie Fischteiche. Kennzeichnend als Kulturlandschaft ist die Kleinteiligkeit.
In den vergangenen Jahren wurden Teile des Bachlaufes renaturiert.
Aus der Fauna finden sich im Tal unter anderem die Bachforelle, die Plattbauchlibelle, der Teichmolch, die Wasseramsel oder die Zweigestreifte Quelljungfer.
Wie bei allen Naturschutzgebieten in Deutschland wurde in der Schutzausweisung darauf hingewiesen, dass das Gebiet „wegen der Seltenheit, besonderen Eigenart und Schönheit des Gebietes“ zum Naturschutzgebiet erklärt wurde. Laut Landschaftsplan erfolgte die Ausweisung speziell zum:
- „Erhaltung und Entwicklung eines strukturreichen Bachtales mit naturnahem Bachlauf, bachbegleitenden Feuchtwäldern und wertvollen Stillgewässern sowie überwiegend extensiv genutzten, teilweise brachfallenden Grünlandflächen;“
- „Erhaltung der hohen Artenvielfalt, sowie des Wertes als Vernetzungsbiotop;“
- „Sicherung der Kohärenz und Umsetzung des Europäischen Schutzgebietssystems Natura 2000 (tlw.).“
- „Das NSG dient auch der nachhaltigen Sicherung von besonders schutzwürdigen Lebensräumen nach § 30 BNatSchG und von Vorkommen seltener Tier- und Pflanzenarten.“[4]